# Чернавка (Панинский район)
Черна́вка — село в Панинском районе Воронежской области. 
Административный центр Чернавского сельского поселения.

## Название
Имело названия: хутор Новый, Новый Посёлок, Новочернавка, Чернавка. Название предположительно, по населённому пункту, откуда были переведены на это место первопоселенцы.

## География
Село расположено по склонам балки Житный Лог, в которой устроено три пруда.

## История
Основано в начале XIX века как хутор Новый при расположенном неподолёку Падовском конном заводе, принадлежавшем князьям Орловым.
По документам известно с 1811 года, было населено крепостными крестьянами. В 1816 году здесь насчитывало 46 дворов. В 1859 году было уже 59 дворов, в которых проживало 650 человек. После строительства деревянной Никольской церкви в 1873 году стало селом.
В 1900 году в селе проживали 1010 человек, было 162 двора, общественное здание и четыре лавки.

## Население
| 1859 | 1897  | 1900  | 2000 | 2005 | 2007 | 2010 |
| ---- | ----- | ----- | ---- | ---- | ---- | ---- |
| 652  | ↗1205 | ↘1010 | ↘770 | ↘661 | ↗680 | ↘616 |
| 2012 | 2013  | 2014  | 2015 |      |      |      |
| ↘592 | ↘580  | ↘570  | ↘563 |      |      |      |

## Известные люди
В селе родились:
- доктор филологических наук А. М. Ломов,
- заслуженный военный лётчик РФ И. Н. Кирсанов.[10]
- Заслуженный работник прокуратуры РФ Пословский, Василий Митрофанович (19.3.1961) — Прокурор Республики Адыгея